# Campana (Còrsega)
Campana (en cors Campana) és un municipi francès, situat a la regió de Còrsega, al departament d'Alta Còrsega. L'any 1999 tenia 24 habitants.

## Demografia
| 1962 | 1968 | 1975 | 1982 | 1990 | 1999 |
| ---- | ---- | ---- | ---- | ---- | ---- |
| 27   | 50   | 33   | 20   | 36   | 24   |

## Administració
| Període   | Identitat                 | Partit | Qualitat |  |
| --------- | ------------------------- | ------ | -------- |  |
| 1965-1996 | François Xavier Colombani |        |          |  |
| 1997-     | Marie Josée Grimaldi      |        |          |  |